# Bois-d'Ennebourg
Bois-d'Ennebourg è un comune francese di 514 abitanti situato nel dipartimento della Senna Marittima nella regione della Normandia.

## Società

### Evoluzione demografica
Abitanti censiti